# Vilanova de Formiguera
Vilanova de Formiguera, o, simplement, Vilanova (([bilə'nɔβəðəfuɾmi'ɣeɾə] / [bilə'nɔβə]), antigament Vilanova de Capcir, és un poble del terme comunal de Formiguera, a la comarca del Capcir, de la Catalunya del Nord.
Està situat a l'extrem oriental del terme de Formiguera, al fons de la conca de l'Aude, riu que discorre pel costat de ponent del poble. Té a prop seu la capella de Santa Maria de Vilanova, construïda el 1730, edifici d'una sola nau amb portal adovellat i campanaret d'espadanya, que serva un notable retaule barroc.